# ピンクハレルヤ
ピンクハレルヤ(Pink Hallelujah)とは、フジテレビのコント番組『はねるのトびら』内で放送されていたコント「黒族」と「ピンクハレルヤ物語」の中に登場する架空のヴィジュアル系バンドの名前である。
キャラクターの特徴として、芸能活動を「布教活動」と語り、ライブのことを「ミサ」と呼ぶ。

## メンバー
- REIJI（ボーカル） - 山本博（ロバート）
- YUJI（ギター） - 板倉俊之（インパルス）
- CHOSAKU（ドラム） - 塚地武雅（ドランクドラゴン）

## 概要

### 黒族 追っかけに命賭けてます
2002年9月23日（関東地区）に初めて放送されたコント。ピンクハレルヤの熱狂的な信者（女性ファン）3人（ロバートの秋山竜次と馬場裕之、キングコングの梶原雄太。梶原は二人よりファン歴の浅い後輩という設定）が喫茶店やコンビニエンスストアなどでピンクハレルヤの曲を歌い踊りながら大暴れするというもの。店員役として毎回堤下敦（インパルス）が出演。決まって堤下が暴力的な激しい突っ込みを特に梶原、秋山に入れる。
堤下に突っ込みを入れられた後に、3人が一斉に胸の前で両手を組み合わせ堤下に対して「（奴に）呪いあれー」と連呼するのがお約束となっている。堤下に怒られてる最中に秋山が何かしら楽器に関連した悪ふざけを行う事もあった。また、馬場は毎回必ず「ミザリー」という名前の熊のぬいぐるみを大事そうに持ち歩いている。
このコントが発展し、のちにピンクハレルヤ自体が登場する。

### 知られざる素顔 ピンクハレルヤ物語
2003年6月9日（関東地区）に初めて放送されたコント。
バンドとしては初期のX JAPANを彷彿とさせる奇抜な風貌をしており、特に90年代によく見られたヴィジュアル系ロックバンドのオマージュが随所に施されている。
しかし、3人の正体は元フォークグループの中年であり、ファンに対してこの事実を隠しながら何とかバンド活動を継続している状況という設定で物語は進行していく。現状に限界を感じてバンドを辞めたいレイジ、妻子を養うためバンドを続けたい長作、長作に歩調を合わせてオヤジギャグを連発するユウジの会話が楽屋で繰り広げられる。長作が行きつけのスナックのママ（北陽の虻川美穂子）、レイジのソロデビューを企むマネージャー（キングコングの西野亮廣）らも登場する。BGMとして毎回かぐや姫の「神田川」が流れる。
本当にCDデビューを果たしたが、2004年2月24日にコントが放送されたのを最後に活動休止状態となった。

## 歴史
2002年
- 9月23日 「黒族」第1回放送。『はねるのトびら』のレギュラー放送がいったん終了。

2003年
- 4月7日 『はねるのトびら』の週1回レギュラー放送が再開。
- 6月9日 「ピンクハレルヤ物語」第1回
- 8月6日 DVD『はねるのトびらII』の発売イベントとしてお台場の特設会場で「ピンクハレルヤ野外ミサ」が開催。ピンクハレルヤが初めて楽曲のパフォーマンスを披露したが、長作のかつらが取れるハプニングのため演奏を強制終了。
- 8月29日 「Bloody Angel」のシングルCDがお台場冒険王で限定発売。1500枚を完売し、後にタワーレコード各店でも追加販売され、ネット配信も行われた。
- 11月24日 新曲「Chinese Destroy」の発表イベントを開催。他局の『COUNT DOWN TV』に出演するというドッキリを山本が仕掛けられる。「Chinese Destroy」は配信限定でリリース。
- 12月28日 ヴィジュアル系バンド専門誌「FOOL'S MATE」が開催するロック・フェスティバル「Beauti-fool's Fest 03」（東京ベイNKホール）にピンクハレルヤが出演（なお、このイベントには後にブレイクするMIYAVIやDAIGOなども出演していた[1]）。

2004年
- 1月6日 『はねるのトびら』が毎週火曜日23時台・全国ネットに昇格
- 2月24日 「ピンクハレルヤ物語」第7回（最終回）。長作が植毛のモニターとして雑誌広告に顔・バンド名入りで出演したことが発覚し、以後無期限活動休止状態になる。
- 8月18日 DVD『はねるのトびらIII』が発売。隠しメニューとしてピンクハレルヤの公式Webサイトを再現した「Pink Hallelujah Official Website 血の聖書」が収録される。

## 楽曲
楽曲の中でCD化されているのは2019年現在「Bloody Angel」のみであり、「Chinese Destroy」は配信限定でリリースされている。
上記の2曲以外の下記の曲は「Pink Hallelujah Official Website 血の聖書」内で視聴する事が出来る（ただし、黒族のコント内で歌われた楽曲が全て収録されている訳ではなく、未収録の曲も少なからずある）。
※太字はPVが存在する楽曲。なおこれらのPVも「Pink Hallelujah Official Website 血の聖書」内にて視聴可能。
- 亜熱帯小町
- 恋のPythagoras[3]
- Celebrity On The Moon[3]
- Chinese Destroy[3]
- Bloody Angel
- 夢☆無間地獄
- Rosemerry Hamilton
- わがままGroovy

## 備考
ヴィジュアル系界隈によく見られていた設定（上記の「ミサ」のような独特な単語や奇抜な風貌、または黒族で見られる熱狂的ファンの描写など）を細かく描写していたためか、放送当時はバンギャルからの評価も高いものだったという。事実、上記の通り2003年にはヴィジュアル系ロックバンドが集うフェスにも参加している事などから、当時の人気ぶりが垣間見えている。
ちなみにREIJI役を演じていた山本は元々LUNA SEAの「SLAVE（スレイヴ）」であり、実際にヴィジュアル系ロックバンドが好きという一面を持っている。

## 収録作品
- DVD「はねるのトびらII」 - 本編に「黒族」と「ピンクハレルヤ」のコントを1本ずつ収録。また、特典映像の「はねるのトびらTHE LIVE はねるのトびらで逢いましょう」[6]内においても「黒族」のコントが1本披露されている。
- DVD「はねるのトびらIII」 - 本編にII巻同様「黒族」と「ピンクハレルヤ」のコントを1本ずつ収録（なお、「ピンクハレルヤ」のコント冒頭部分においては「Chinese Destroy」のライブ映像も収録されている）。Disc2の特典映像には「野外ミサ in 台場」（上記の2003年8月6日に行われたライブ映像）を収録。DVD内隠しメニューとして同じくDisc2に「Pink Hallelujah Official Website 血の聖書」も収録。